# Металик (Сопот)
Металик е български футболен клуб от град Сопот. Основан е през 1938 година. Играе домакинските си мачовете на стадион „Металик“ (5000 зрители). Основният екип е червено-бял. От 1938 до 1944 отбора се казва „Металик“, след 9 септември 1944 е преименуван на „Рапид“ и се казва така до 1950 г. От 1950 до 1961 се нарича „Торпедо“ и от 1961 отново „Металик“.
История
След като през 1936 година в Сопот отваря врати Държавна Военна Фабрика (ДВФ) започват да пристигат работници от цялата страна, мобилизирани на работа в новия завод. Сред тях са Коста Янков от СК Напредък Пловдив и група футболисти от отбора на „Парчевич“ Пловдив с които се поставя началото на футбола в Сопот. През 1938 Коста Янков и състезателите от „Парчевич“ сред които Иван Ленгердгиев, Дарата, Бончо, Кольо Аров – вратар от Локомотив Пловдив, заедно с момчета работещи във фабриката (Васил Циката, Петър Дишлиев, Коста Жеков, Иван Кузманов) се организират и създават първия футболен клуб в Сопот, дават му името Рапид. Началото е трудно няма организация, екипи, топки, база..всичко е ентусиазъм. След много срещи и молби е дадено разрешение и играчите сами си правят игрище (т.н. „шмиргела“). Първата топка носи Иван Ленгерджиев от Пловдив. През 1940 Рапид Сопот изиграва първата си среща – срещу отбора на Карлово и побеждава с 3 на 1 като първият гол е отбелязан от Петър Дишлиев от Рапид. Следват мачове със столични отбори и отбора на Казанлък. След победата над силния тогава „Казанлък“ отбора получава първата си премия – пита кашкавал и неработен ден за всеки играч. През 1942 в града е създаден втори футболен отбор „Червено знаме“ за хора неработещи във фабриката, но този отбор съществува само няколко години. От 1945 до 1949 Рапид носи името ДВФ 23 (Държавна военна фабрика). С това име отбора играе първия си финал за държавното работническо първенство и губи от Пазарджик с 0:1. През 1951 отбора приема името Завод 11, с това име отбора печели първата си в историята купа „Торпедо“. След това отбора отново сменя името си на Торпедо Сопот, което носи до 1957. През 1958 по решение на ЦК на партията Торпедо заедно с всички отбори на военни фабрики приема името Металик. В края на 1958 и началото на 1959 започват първите изкопни работи за стадион Металик. С личните си каруци и коне местните хора носят чакъла за насипване а чимовете за терена са докарани от село Анево. Така през 1964 новият стадион е завършен. Първия мач на новия стадион е срещу Гара Ботев (Стамболийски) 1 на 1. През 1969 Металик влиза в зона „Тракия“ (В група) и безапелационно извоюва първо място и добива право да играе в Б група за сметка на Карловския тим заемащ незавидното 7-о място. Тук обаче се намесва партията според която не е редно Сопот да има по високо поставен отбор от Карлово и решава да обедини двата отбора в Торпедо Карлово-Сопот чиито домакински мачове ще се играят един в Сопот, един в Карлово. Първия мач в Б група е домакинство на изпадналия от А група Сливен, Торпедо побеждава с 4 на 1 пред препълнените трибуни на стадиона в Сопот. Веднага след това партията променя решението си и всички домакински мачове се играят в Карлово, така Сопот остава без отбор. Моментално в Сопот започва протестна подписка от близо 1000 подписа изпратени в БФС. Именно от тогава започва футболната „война“ между Сопот и Карлово. Тук важна роля за възраждането на футбола в Сопот изиграва отборът към АПК Анево Урожай от чието име Металик се състезава в А окръжна група. През 1979/80 след изпадането на Торпедо Карлово от Б група и напускането на много футболисти последва ново обединение със сопотския тим. Металик отново започва наново от нулата като самостоятелен отбор. През 1981/2 Металик губи 1/8 финал за купата на Съветската армия от Берое с 0:2 а преди това отстранявайки Гара Бов, Локомотив Ст. Загора, Светкавица и Лудогорец. През 1993 Металик отново се класира за Южната Б група заемайки 7-о място, следващата година Металик е на 9-о място, но решение на БФС за обединение на 2те Б групи изпраща сопотския тим отново във В група.

## Известни футболисти
| - Румен Иванов - Евгени Манолов - Иван Шахънски - Стефан Учиков - Мирослав Манолов | - Ангелин Томанов - Николай Чалъков - Евгени Гълъбов - Веселин Мичев - Тенчо Тенев | - Стоян Маринов - Милен Христов - Адриян Лилов - Пламен Пеев - Георги Илинов | - Танчо Калпаков - Теодор Гърдев - Румен Истревски - Веселин Палазов - Николай Видев | - Румен Спасов - Даниел Атанасов - Николай Ненков - Михаил Аврионов - Николай Папазов | - Владимир Райчев - Костадин Косев - Веселин Тахчиев - Румен Зехтински - Иван Киров - Врацата |  |